# Arzefūn
Arzefūn (persiska: ارزفون, اَرزفون) är en ort i Iran.   Den ligger i provinsen Mazandaran, i den norra delen av landet, 170 km nordost om huvudstaden Teheran. Arzefūn ligger 285 meter över havet och antalet invånare är 259.
Terrängen runt Arzefūn är kuperad. Runt Arzefūn är det ganska glesbefolkat, med 34 invånare per kvadratkilometer. Närmaste större samhälle är Sari, 16,9 km norr om Arzefūn. I omgivningarna runt Arzefūn växer i huvudsak blandskog.